# James Stopford (1er comte de Courtown)
James Stopford, 1er comte de Courtown (1700 - 12 janvier 1770) est un homme politique irlandais.

## Biographie
Il est le fils de James Stopford, de Courtown, comté de Wexford, qui représente le comté de Wexford à la Chambre des communes irlandaise, et de son épouse Frances Jones. Il succède à son père comme député du comté de Wexford en 1721, siège qu'il occupe jusqu'en 1727, puis représente Fethard (comté de Wexford) de 1727 à 1758. En 1756, il est nommé haut shérif de Wexford. En 1758, il est élevé à la Pairie d'Irlande sous le nom de baron Courtown, de Courtown dans le comté de Wexford. Quatre ans plus tard, il est nommé vicomte Stopford et comte de Courtown, dans le comté de Wexford, également dans la pairie d'Irlande.

## Famille
Lord Courtown épouse Elizabeth, fille du très révérend Edward Smyth (évêque) (en) évêque de Down et Connor, et sa première épouse et cousine Elizabeth Smyth, en 1727. Il meurt en janvier 1770 et est remplacé dans le comté par son fils aîné James, qui devient un éminent homme politique conservateur. Son deuxième fils, l'hon. Edward Stopford (1732–1794) est lieutenant-général dans l'armée. Un autre fils, l'honorable Thomas Stopford, est évêque de Cork et Ross.
Lady Courtown survit à son mari de 18 ans et est décédée en septembre 1788.